# بوغدان راديفويفيتش
بوغدان راديفويفيتش (بالصربية: Богдан Радивојевић)‏ مواليد 2 مارس 1993 في بلغراد، صربيا والجبل الأسود، هو لاعب كرة يد صربي يلعب كجناح أيمن. يلعب حاليا مع نادي فلنسبورغ هاندفيت لكرة اليد ويحمل الرقم 41. مثل منتخب صربيا لكرة اليد.

## سجل المنافسة
شارك في البطولات التالية:
- بطولة أوروبا لكرة اليد للرجال 2014

## الإنجازات
- دوري أبطال أوروبا لكرة اليد:
  - الفوز: 2013–14
- الدوري الألماني لكرة اليد:
  - المركز الثالث: 2013–14، 2014–15
- كأس الاتحاد الألماني لكرة اليد:
  - الفوز: 2015
  - النهائي: 2014
- الدوري الصربي لكرة اليد:
  - الفوز: 2011، 2012

## روابط خارجية
- بوغدان راديفويفيتش على موقع الاتحاد الأوروبي لكرة اليد (الإنجليزية)